# Rajon Krasno Selo
Rajon Krasno Selo (bulgariska: Район Красно Село) är ett distrikt i Bulgarien. Det ligger i kommunen Stolitjna Obsjtina och regionen Sofija-grad, i den västra delen av landet. 
Runt Rajon Krasno Selo är det i huvudsak tätbebyggt. Runt rajon Krasno Selo är det tätbefolkat, med 849 invånare per kvadratkilometer.